# Sphaerulina azaleae
Sphaerulina azaleae (Voglino) Quaedvl., Verkley & Crous, – gatunek grzybów z klasy Dothideomycetes. Grzyb mikroskopijny, pasożyt, u różaneczników wywołujący chorobę o nazwie septorioza różanecznika.

## Systematyka i nazewnictwo
Pozycja w klasyfikacji według Index Fungorum: Sphaerulina, Mycosphaerellaceae, Capnodiales, Dothideomycetidae, Dothideomycetes, Pezizomycotina, Ascomycota, Fungi.
Po raz pierwszy zdiagnozował go w 1899 r. P. Voglino nadając mu nazwę Septoria azaleae. Obecną, uznaną przez Index Fungorum nazwę nadali mu Quaedvl., Verkley & Crous w 2013 r.
Synonimy:
- Phloeospora azaleae (Voglino) Priest 2006
- Septoria azaleae Voglino 1899

## Rozwój
Anamorfa rozwija się na liściach różaneczników, na obydwu stronach blaszki powodując powstawanie brunatnych plam. W obrębie plam tworzy zanurzone w tkankach liścia pyknidia, w których wytwarzane są zarodniki konidialne. Teleomorfa tworzy wrzecionowate askospory, zwykle z 3 przegrodami.